# Овусу-Одуро, Ром-Джейден
Ром-Джейден Овусу-Одуро (нидерл. Rome-Jayden Owusu-Oduro; родился 2 июля 2004, Амстердам) — нидерландский футболист, вратарь клуба АЗ.

## Клубная карьера
Воспитанник футбольной академии клуба АЗ. В октябре 2020 года подписал свой первый профессиональный контракт. В сезоне 2022/23 помог команде юношеской клуба выиграть Юношескую лигу УЕФА. 14 декабря 2023 года дебютировал в основном составе АЗ в матче Лиги конференций УЕФА против «Легии». 13 января 2024 года дебютировал в Эредивизи в матче против «Твенте».

## Карьера в сборной
Выступал за сборные Нидерландов до 16 и до 20 лет.

## Личная жизнь
Родился в Нидерландах в семье выходцев из Ганы.

## Статистика выступлений
| Клуб             | Сезон            | Лига | Лига | Кубок | Кубок | Европейские кубки | Европейские кубки | Прочие | Прочие | Итого | Итого |
| Клуб             | Сезон            | Игры | Голы | Игры  | Голы  | Игры              | Голы              | Игры   | Голы   | Игры  | Голы  |
| ---------------- | ---------------- | ---- | ---- | ----- | ----- | ----------------- | ----------------- | ------ | ------ | ----- | ----- |
| Йонг АЗ          | 2022/23          | 14   | −26  | —     | —     | —                 | —                 | —      | —      | 14    | −26   |
| Йонг АЗ          | 2023/24          | 17   | −34  | —     | —     | —                 | —                 | —      | —      | 17    | −34   |
| Йонг АЗ          | 2024/25          | 2    | −3   | —     | —     | —                 | —                 | —      | —      | 2     | −3    |
| Йонг АЗ          | Итого            | 33   | −63  | —     | —     | —                 | —                 | —      | —      | 33    | −63   |
| АЗ               | 2023/24          | 4    | −7   | 2     | −5    | 1                 | −2                | —      | —      | 7     | −14   |
| АЗ               | 2024/25          | 28   | −34  | 5     | −5    | 11                | −17               | 2      | −3     | 46    | −59   |
| АЗ               | Итого            | 32   | −41  | 7     | −10   | 12                | −19               | 2      | −3     | 53    | −73   |
| Всего за карьеру | Всего за карьеру | 65   | −104 | 7     | −10   | 12                | −19               | 2      | −3     | 86    | −136  |